# Park Sang-hyeok
Park Sang-hyeok (kor. 박상혁; * 20. April 1998 in Seoul) ist ein südkoreanischer Fußballspieler.

## Karriere

### Verein
Park Sang-hyeok erlernte das Fußballspielen in den Schulmannschaften der Seoul Daedong Elementary School und der Joongdong Middle School, der Jugendmannschaft der Suwon Samsung Bluewings, sowie in der Universitätsmannschaft der Korea University. Seinen ersten Vertrag unterschrieb er 2019 bei den Suwon Samsung Bluewings. Das Fußballfranchise aus Suwon spielte in der ersten Liga, der K League 1. 2019 gewann der mit den Bluewings den Korean FA Cup. Hier ging man aus beiden Endspielen gegen den Daejeon Korail FC als Sieger hervor. Von März 2021 bis September 2022 wird der für den Gimcheon Sangmu FC in Gimcheon in der zweiten Liga spielen. Zu den Spielern des Vereins zählen südkoreanische Profifußballer, die ihren Militärdienst ableisten.

### Nationalmannschaft
Park Sang-hyeok spielte von 2012 bis 2016 in verschiedenen U-Nationalmannschaften. Mit der U17-Nationalmannschaft nahm er 2015 an der U17-Weltmeisterschaft in Chile teil. Hier absolvierte er drei Gruppenspiele und das Achtelfinale.

## Erfolge
Suwon Samsung Bluewings
- Korean FA Cup: 2019